# 1929 na política

## Eventos
- 31 de Janeiro - Começa o exilio de Leon Trotsky, da União Soviética.
- 11 de Fevereiro - Foi assinado o Tratado de Latrão entre Itália e Vaticano.
- 24 de Outubro
  - Herbert Hoover assume a presidência dos EUA para o período de 1929 a 1933.
  - Terceira Convenção de Genebra.

## Nascimentos
| Data           | Nome                        | Profissão                                                         | Nacionalidade                        | Observações               | Ref   |
| -------------- | --------------------------- | ----------------------------------------------------------------- | ------------------------------------ | ------------------------- | ----- |
| 6 de janeiro   | Babrak Karmal               | presidente da República Democrática do Afeganistão de 1979 a 1986 | República Democrática do Afeganistão | m. 1996                   |       |
| 15 de janeiro  | Rev. Martin Luther King Jr. | líder americano de direitos civis                                 | Estados Unidos                       | m. 1968 Nobel da Paz 1964 | [ 1 ] |
| 2 de Fevereiro | Carlos Alberto Lacoste      | militar e presidente interino da Argentina em 1981                | Argentina                            | m. 2004                   |       |
| 9 de março     | Desmond Hoyte               | presidente da Guiana de 1985 a 1992                               | Reino Unido (Guiana Britânica)       | m. 2002                   |       |
| 8 de maio      | João Durval                 | político                                                          | Brasil                               |                           |       |
| 12 de maio     | Sam Nujoma                  | presidente da Namíbia de 1990 a 2005                              | África do Sul (Namíbia)              |                           |       |
| 1 de agosto    | Hafizullah Amin             | presidente da República Democrática do Afeganistão em 1979        | República Democrática do Afeganistão | m. 1979                   |       |
| 8 de Agosto    | Luis García Meza Tejada     | presidente da Bolívia de 1980 a 1981                              | Bolívia                              |                           |       |
| 24 de agosto   | Yasser Arafat               | líder palestino                                                   | Egito                                | m. 2004                   |       |
| 4 de setembro  | Thomas Eagleton             | político                                                          | Estados Unidos                       | m. 2007                   |       |
| 20 de outubro  | Herminio Iglesias           | político argentino                                                | Argentina                            | m. 2007                   |       |
| 20 de Outubro  | Jigme Dorji Wangchuck       | Marajá do Reino do Butão de 1952 a 1972                           | Butão                                | m. 1972                   |       |

## Mortes
| Data            | Nome                              | Profissão                                                       | Nacionalidade   | Observações | Ref |
| --------------- | --------------------------------- | --------------------------------------------------------------- | --------------- | ----------- | --- |
| 5 de janeiro    | Nikolai Nikolaevich Romanov       | Grão-Duque da Rússia                                            | União Soviética | n. 1856     |     |
| 6 de janeiro    | Maria Cristina da Áustria         | rainha consorte e regente de Espanha de 1885 a 1902             | Áustria-Hungria | n. 1858     |     |
| 14 de fevereiro | João Franco                       | estadista/ditador, primeiro-ministro de Portugal de 1906 a 1908 | Portugal        | n. 1855     |     |
| 17 de dezembro  | Manuel de Oliveira Gomes da Costa | militar, político e presidente da República Portuguesa em 1926  | Portugal        | n. 1863     |     |
| 20 de dezembro  | Émile Loubet                      | presidente da França de 1899 a 1906 e primeiro-ministro em 1892 | França          | n. 1838     |     |